# Střelecký ostrov (Litoměřice)

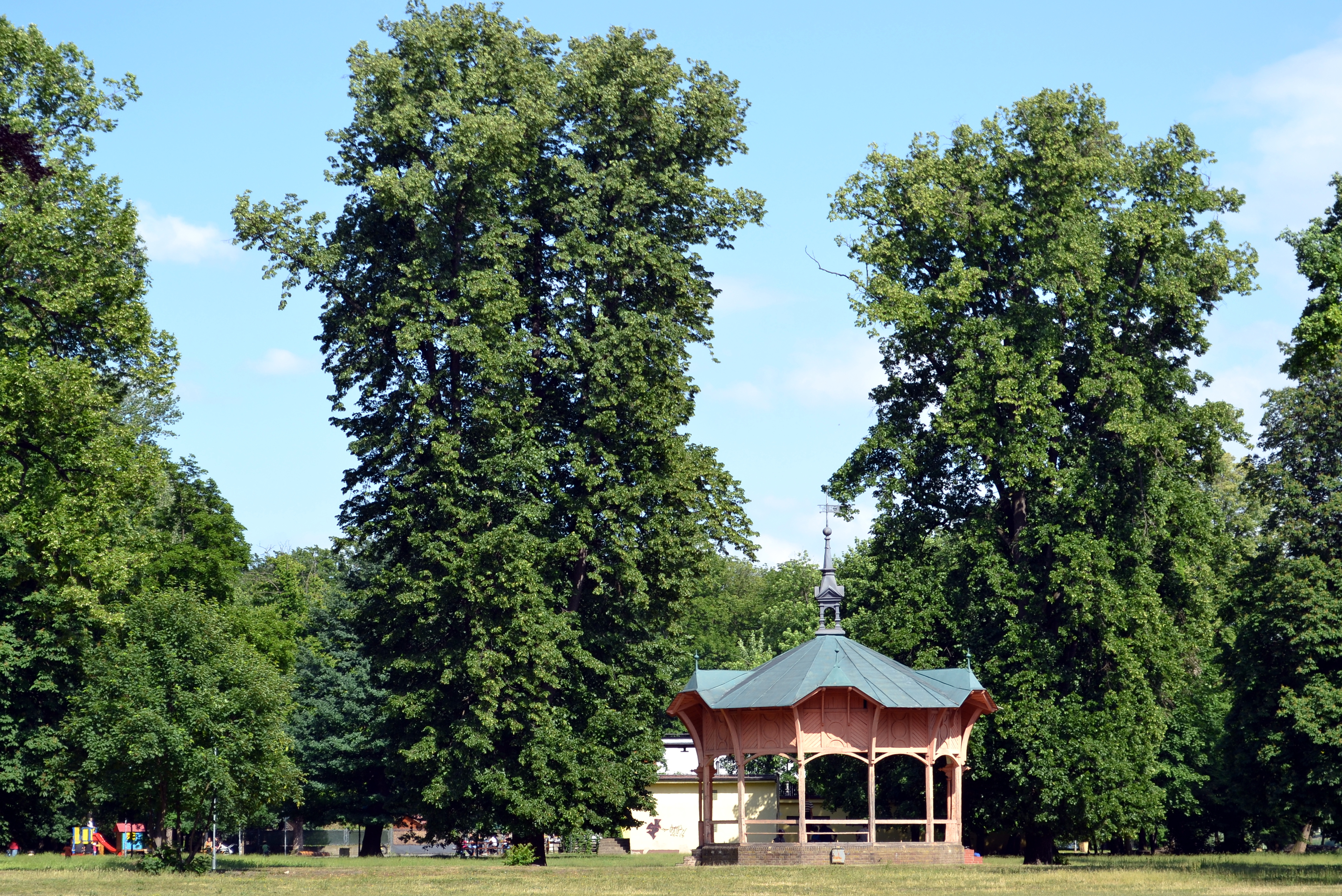
Park na Střeleckém ostrově se secesním altánem

Střelecký ostrov v Litoměřicích je říční ostrov při řece Labi, jeden ze dvou místních říčních ostrovů (druhý západní ostrov se nazývá Písečný).

## Historie
Ostrov, v minulosti známý i pod svým německým názvem Schutzen-Inseln (či anglicky Shooters’ Isle), je mezinárodně proslaven návštěvou filipínského národního hrdiny Josého Rizala a jeho přítele Maximo Violy v roce 1887. Již v té době byl znám jako místo pro nedělní obědy v místní restauraci.

## Popis ostrova
Nalézá ze v jihovýchodní části města a měří na délku zhruba 800 metrů a na šířku v nejširším místě u letního kina bezmála 200 metrů. Ostrov je využíván především pro rekreaci, sport, oddech občanů a návštěvníků města, v menší míře též pro komerční a hospodářskou činnost. Jeho východní část proti proudu Labe má povahu anglického parku až lesoparku se vzrostlými stromy. Nejvýznamnějším objektem této části ostrova je letní kino a malá restaurace, které slouží i pro pořádání koncertů a hudebního festivalu. Nedaleko kina se nachází dřevěný secesní altán. Prostřední části ostrova dominují zejména různá sportoviště - veslařský klub Slavoj Litoměřice, tenisové dvorce, jachtařská loděnice, nalézá se zde i malý autokemp a dále také dům místních rybářů. Ve východní části ostrova se nachází na jeho severozápadní straně velký strojní mlýn (původně před rokem 1990 v majetku státního podniku Mlýnský průmysl, později v majetku firmy UNIMON a později společnosti Odkolek - vyrábí se zde značková mouka Ramill), v těsné blízkosti mlýna je malé cvičiště pro biketrial. Zbytek plochy má parkovou úpravu, je ozdoben třemi plastikami, před povodní v roce 2002, kdy se celý ostrov ocitl více než 2 metry pod labskou vodou, zde bývala malá zahrádkářská osada. Obě části ostrova jsou využívány také jako dráha pro inline bruslení. V současnosti je ostrov využíván i jako plocha, kde se koncem září koná litoměřické vinobraní. V červnu 2013 ostrov opět kompletně zatopila další velká povodeň na Labi i na blízké řece Ohři.

## Doprava

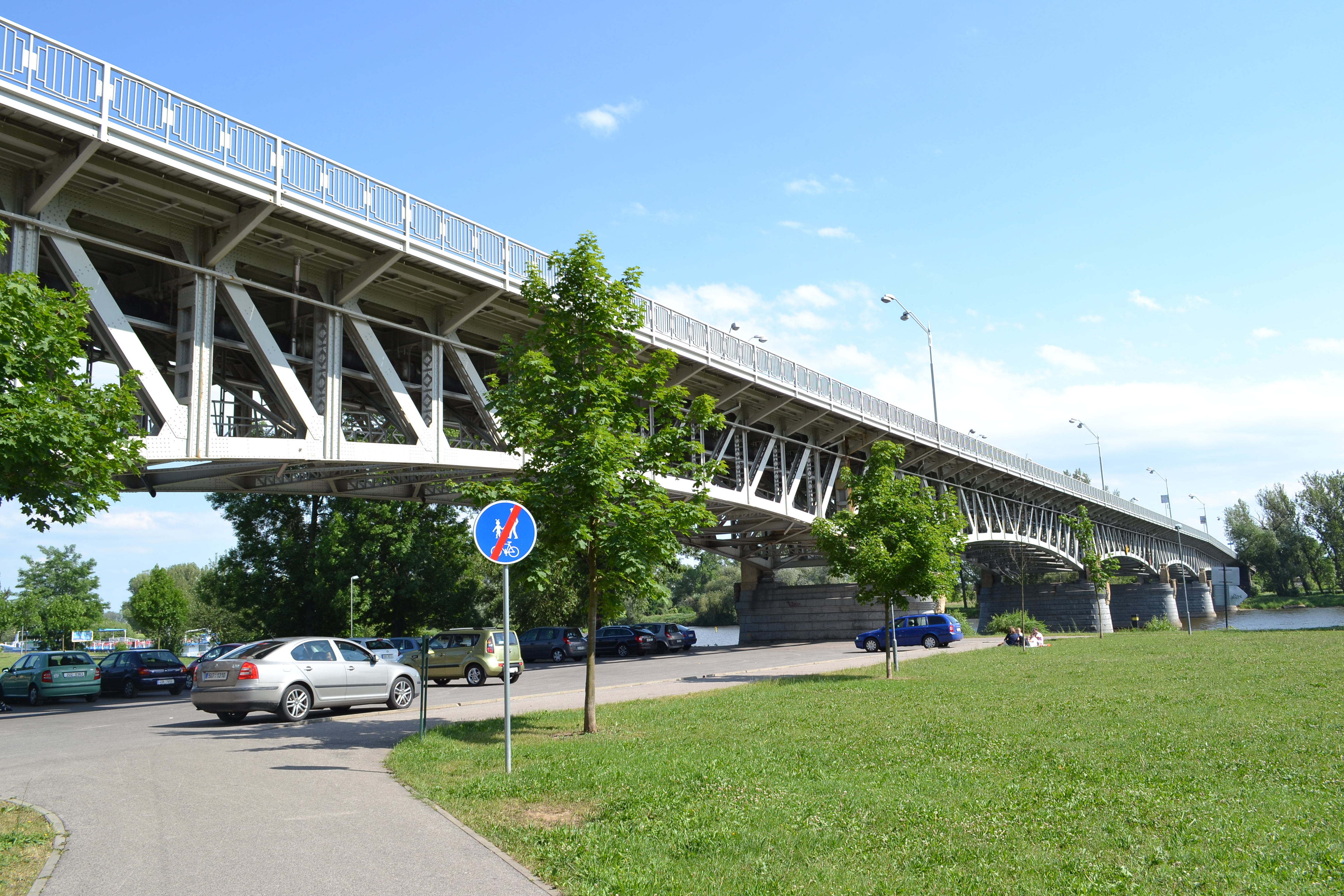
Ostrov překlenuje Tyršův most

- přes západní část ostrova prochází Tyršův most propojující oba labské břehy, pod mostem se nachází parkoviště
- říční kotviště zde mají i osobní výletní lodě zajišťující rekreační plavbu po Labi
- východní částí ostrova rovněž prochází Labská cyklotrasa

## Přístupové cesty
- motorová vozidla vjíždí přes silniční můstek v severozápadní části ostrova, který sem vede z Labské ulice, za můstkem pak tato místní komunikace přechází ve Velkou Mlýnskou ulici (jediná ulice na ostrově)
- cesta pro pěší a cyklisty (cyklostezka) sem vede od podjezdu a podchodu pod železniční tratí z Lysé nad Labem do Ústí nad Labem u dolního vlakového nádraží přes lávku (prostředek ostrova)
- přístup do objektu mlýna zajišťuje soukromá lávka pro pěší
- cyklisté a pěší chodci mají k dispozici i malou lávku u východní špičky ostrova (cyklostezka)